# Strašimira Filipova
Strašimira Filipova Simeonova (in bulgaro Владимира Страшимира Филипова?; 18 agosto 1985) è una pallavolista bulgara.
Gioca nel ruolo di centrale nell'Halkbank.

## Carriera

### Club
Strašimira Filipova, sorella minore della pallavolista Marija Filipova, esordisce nella pallavolo professionista nel 2001 con il CSKA Sofia, nel massimo campionato bulgaro; dopo due stagioni passa allo Slavia Sofia, e l'anno successivo è nuovamente al CSKA Sofia, club con il quale vince il suo primo scudetto.
Dopo un'annata in Polonia tra le file del Calisia, nel 2006 viene ingaggiata dal RC Cannes: con la squadra transalpina milita per tre annate, conquistando altrettanti scudetti e Coppe di Francia.
Nella stagione 2009-10 si trasferisce in Russia, nell'Uraločka, difendendone i colori per un quadriennio, prima di approdare ad un'altra formazione russa nella stagione 2013-14, ossia il Fakel. Nel campionato 2014-15 lascia la Russia per giocare nella Superliqa azera con l'Azəryol, militando nel medesimo campionato anche nella stagione seguente, vestendo tuttavia la maglia dell'Azərreyl, con cui conquista lo scudetto.
Dopo una stagione di inattività per maternità, nel corso dell'annata 2017-18 viene ingaggiata dalla formazione polacca del Chemik Police con cui si aggiudica il campionato, tornando in patria nella stagione seguente quando veste nuovamente la maglia dello Slavia Sofia, che lascia nel gennaio 2019 per terminare l'annata con l'Halkbank, nella Sultanlar Ligi turca.

### Nazionale
Nel 2004 ottiene le prime convocazioni nella nazionale bulgara, vincendo successivamente tre bronzi all'European League 2009, all'European League 2011 e all'European League 2013 e due argenti all'European League 2010 e all'European League 2012.

## Palmarès

### Club
- Campionato bulgaro: 1

2004-05
- Campionato francese: 3

2006-07, 2007-08, 2008-09
- Campionato azero: 1

2015-16
- Campionato polacco: 1

2017-18
- Coppa di Francia: 3

2006-07, 2007-08, 2008-09

### Nazionale (competizioni minori)
- European League 2009
- European League 2010
- European League 2011
- European League 2012
- European League 2013

### Premi individuali
- 2009 - Qualificazioni al World Grand Prix 2008: Miglior servizio
- 2010 - European League: Miglior servizio